# Neomaso scutatus
Neomaso scutatus là một loài nhện trong họ Linyphiidae.
Loài này thuộc chi Neomaso. Neomaso scutatus được Alfred Frank Millidge miêu tả năm 1985.